# Американские боги
«Американские боги» (англ. American Gods) — четвёртый прозаический роман Нила Геймана, которому предшествовали «Благие знамения» (в соавторстве с Терри Пратчеттом, 1990), «Задверье» (1996) и «Звёздная пыль» (1998). Некоторые темы, затронутые в романе, были ранее подняты в графических романах цикла «Песочный человек».

## Описание
В романе «Американские боги» смешиваются элементы американской культуры, фэнтези и различные переплетения древней и современной мифологии, центрирующиеся на образе загадочного и молчаливого протагониста по имени Тень (Shadow). В романе заметную роль играют мифологические персонажи: Один, Локи, Чернобог (и сёстры Зори/Зари), норны, Ананси, Белая Богиня, отождествляемая с Иштар и Эостерой, Кали, Тот, Анубис, Гор и Бастет. Кроме того, в событиях книги участвуют и персонажи из мифов реального мира, включая нескольких героев комиксов «Песочный человек». Изданная в 2001 году, уже в 2002 году книга получила премию Хьюго за лучший роман, премию Небьюла за лучший роман и премию имени Брэма Стокера. Также в 2002 роман был номинирован на премию Британской ассоциации научных фантастов.
В то время как Гейман писал «Американских богов», издатели создали рекламный веб-сайт с сетевым дневником, в котором автор ежедневно рассказывал о процессе написания (а также редактирования, издания и рекламы) романа. После выхода романа веб-сайт вошёл в состав более крупного официального сайта Нила Геймана, где он продолжает регулярно вести дневник, рассказывая о своей работе.
В романе Геймана «Дети Ананси» эстафету принимает один из персонажей «Американских богов», мистер Нанси. Это не продолжение, а часть того же фантастического мира. В повестях «Повелитель горной долины» (из антологии «Легенды II») и «Чёрный пёс» (из сборника «Осторожно, триггеры») приключения Тени продолжаются, а также формируется почва для будущего продолжения «Американских богов».

## Сюжет
Главного героя «Американских богов», неразговорчивого парня по имени Тень, досрочно освобождают из тюрьмы, где он сидел в одной камере с шулером Локим Злокозны (в другом переводе «Ловким» Космо Деем, Low-Key Lyesmith). Тень едет домой, но попадает на похороны: его жена Лора и лучший друг Робби погибли в автокатастрофе. Тени больше некуда податься, и он нанимается в телохранители и сопровождающие к загадочному мистеру Среде (Mr. Wednesday). Престарелый мистер Среда — мошенник, добывающий деньги бесчестными методами, но одновременно ведущий кипучую деятельность, связываясь с различными загадочными личностями по всей Америке. Со временем Тень узнает, что его покровитель — воплощение скандинавского бога Одина: в США живет великое множество различных богов и персонажей из мифов Старого Света, прибывших в Америку с иммигрантами из разных народов, но потерявших былое могущество, поскольку люди перестали в них верить. Теперь Один собирает Старых Богов для эпической битвы с Новыми Американскими Богами, проявлениями современной жизни и технологии — такими как интернет, масс-медиа или современный транспорт.
В путешествиях с мистером Средой Тень сталкивается с такими персонажами, как мистер Нанси (Ананси), Чернобог и ирландский лепрекон по имени Сумасшедший Суини — последний дарит Тени заколдованную золотую монету. Старые Боги не в восторге от планов Одина, тогда как Новые видят в нем угрозу — Тень похищают служащие им люди в чёрном, возглавляемые «мистером Миром», но героя спасает Лора, восставшая из мертвых. Теперь самому Тени приходится прятаться: он некоторое время скрывается в штате Иллинойс в похоронном бюро, которым заправляют египетские боги Тот, Анубис и Бастет, но позже Среда находит ему более надежное убежище у Великих озёр — городок Лейксайд (Приозёрье). Тень прибывает в город под именем Майка Айнселя и приобретает здесь нескольких новых друзей, которые, как ему кажется, являются людьми, а не богами — среди них старый болтун Хинцельман и шериф местной полиции Чед Маллиган. Параллельно Тень совершает бесконечные поездки с мистером Средой и встречается с персонажами мифологии индейцев и американского фольклора вроде Джонни Яблочного Семечка. Во время одной из поездок в Лейксайде пропадает девочка по имени Элисон Макговерн. Тень обнаруживает, что начиная с момента основания городка каждый год в городе пропадает по ребёнку. Шериф Маллиган узнает, что Тень сидел в тюрьме, и арестовывает его за нарушение условий досрочного освобождения. Сидя под арестом, Тень смотрит по телевизору мирные переговоры между Старыми и Новыми Богами, на которых мистера Среду расстреливает снайпер.
Смерть мистера Среды заставляет ранее пассивных Старых Богов восстать и действительно начать подготовку к битве. Мистер Нанси и Чернобог освобождают Тень из заключения; Тень считает себя обязанным отбыть бдение по Одину — провисеть на мировом древе девять дней и девять ночей, будучи пронзенным копьем. На грани между жизнью и смертью Тень спускается в загробный мир и среди прочего узнает, что он — сын Одина-Среды, и что Один и Локи («Локий Злокозны», он же «мистер Мир») срежиссировали все предыдущие события книги, включая рождение Тени и убийство мистера Среды: цель Одина — не битва между Старыми и Новыми Богами, но вселенское жертвоприношение богов ему самому, что дало бы Одину подлинно божественную силу. Тень вовремя прибывает в Рок-сити, где должна состояться битва, и разоблачает план Одина; Лора закалывает «мистера Мира» ясеневым суком, сломанным с мирового древа, после чего вновь умирает, добровольно отдав Тени воскресившую её монету Суинни.
Уже после битвы Тень вдруг посещает догадка касательно исчезновений детей в Приозерье, и, дабы удостовериться, он приезжает в город и вскрывает багажник машины, ежегодно выгоняемой на лёд Хинцельманом в рамках своеобразной традиции. Предположение Тени подтверждается: внутри находился труп пропавшей девочки, а подо льдом, куда Тень случайно проваливается и сам, обнаруживается целое кладбище пропавших детей, также покоящихся в автомобилях. В последний момент Хинцельман приходит Тени на помощь, вытащив его на поверхность и отнеся к себе домой. Тень осознаёт, что Хинцельман является кобольдом — существом, убивавшим детей в качестве жертвы самому себе, а взамен обеспечивавшим благополучие городка; Хинцельмана убивает не Тень, но обычный человек — шериф Маллиган, проследивший за знакомыми ещё от озера и подслушавший исповедь старика.
Считая свою миссию исполненной, Тень возвращается к Чернобогу с просьбой убить его, но получает свободу. В эпилоге Тень посещает Рейкьявик в Исландии и общается с Одином — не мистером Средой-американцем, но скандинавским воплощением бога — и отдает ему стеклянный глаз мистера Среды и монету Суини, а затем уходит, не оглядываясь.

## Сиквел
В 2005 году вышел роман «Дети Ананси», действие которого происходит в мире «Американских богов».
В интервью MTV News 22 июня 2011 года Нил Гейман сказал, что у него есть планы на прямое продолжение «Американских богов». Гейман задумал сиквел ещё во время работы над оригинальным романом. Продолжение, скорее всего, сосредоточится на «новых богах».
Кроме того, Гейман написал две небольшие повести про Тень, главного героя «Американских богов». «Повелитель горной долины» вошла в сборник «Хрупкие вещи» 2006 года. История развивается в Шотландии, через два года после событий романа. Второй рассказ, «Чёрный пёс», написан для сборника «Осторожно, триггеры» 2016 года. Сюжет «Чёрного пса» происходит ещё через год, в графстве Дербишир.

## Премии
- «Хьюго» (2002) за лучший роман[1]
- «Небьюла» (2002)[1]
- «Книга года» по версии журналов «Локус», SFX, «Мир фантастики»[1]

## Экранизация
В 2013 году предполагалось, что канал HBO планирует снять сериал по мотивам «Американских богов». Он должен был состоять из шести сезонов, в каждом из них будет от десяти до двенадцати серий продолжительностью около часа. При этом сюжет первых двух сезонов должен был основываться на книге, а следующие четыре — стали бы её продолжением.
Однако работа по неизвестным причинам застопорилась, и в ноябре 2013 года Нил Гейман объявил на сайте Reddit, что работа над сериалом по-прежнему ведётся, но уже не на HBO. В феврале 2014 года стало известно, что права на экранизацию романа приобрело североамериканское отделение британской компании FremantleMedia. 1 июля того же года стало известно, что разработкой сериала занимается американский кабельный телеканал Starz. Шоураннером сериала стал Брайан Фуллер («Ганнибал»).
Премьера первого сезона состоялась 30 апреля 2017 года, в первом сезоне — восемь эпизодов.